# Шаронов (марсіанський кратер)
Шаронов (англ. Sharonov; рос. Шаронов) — метеоритний кратер у квадранглі Lunae Palus на Марсі, що розташований на 27.3° північної широти й 58.6° західної довготи. Діаметр ≈ 100,0 км. Його було названо 1973 року на честь російського астронома В. В. Шаронова. Шаронов розташований у системі каналів відтоку долин Касей, чиї потоки поділяються на дві основні гілки, які обступають кратер.

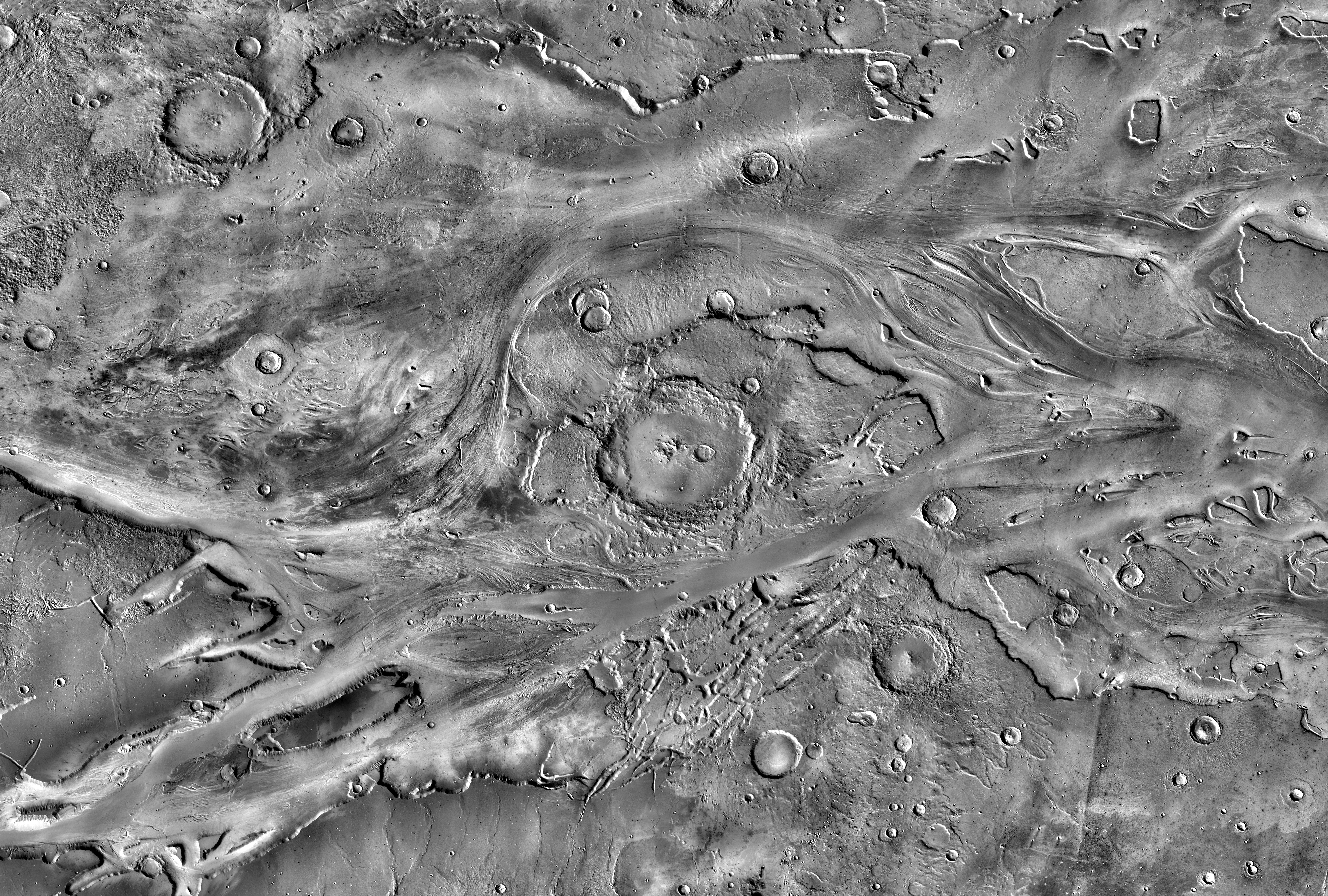
Кратер Шаронова
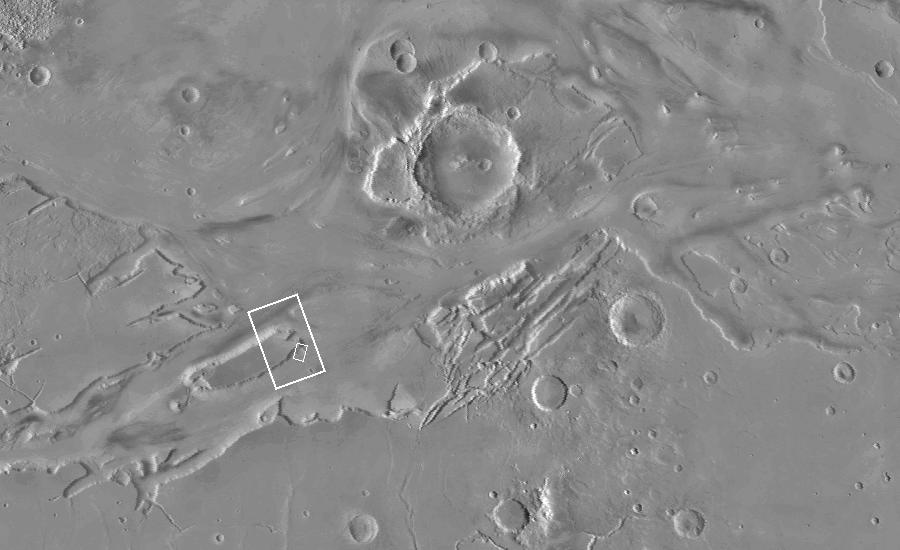
Кратер Шаронова посередині вгорі
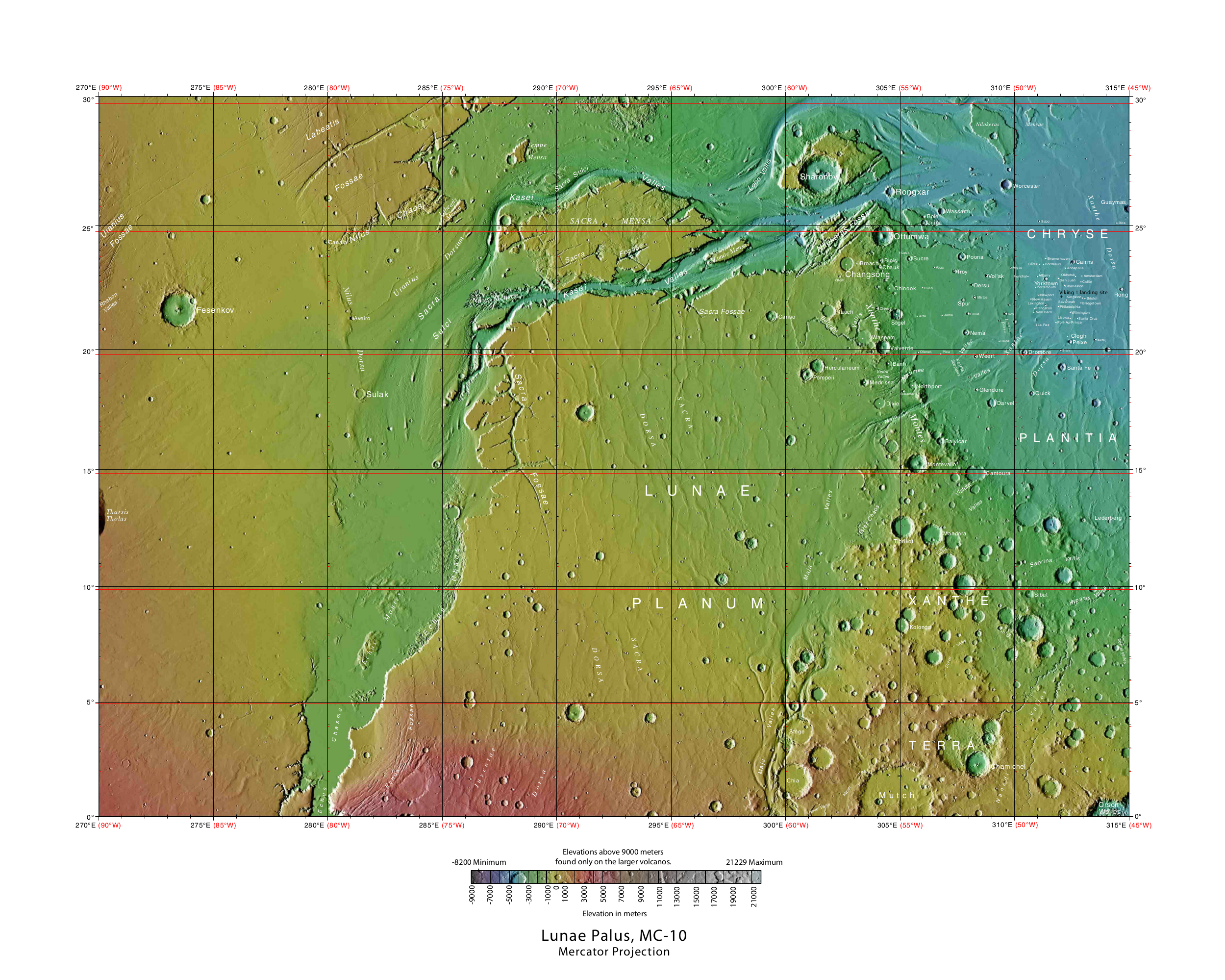
Квадрангл Lunae Palus